# Anton Jermakow
Anton Pietrowicz Jermakow (ros. Антон Петрович Ермаков, ur. 1896 we wsi Łutoszkino w guberni woroneskiej, zm. w grudniu 1965) – radziecki polityk, I sekretarz Komitetu Obwodowego WKP(b) Adygejskiego Obwodu Autonomicznego (1941-1943).
1920-1933 w Armii Czerwonej, od 1921 w RKP(b), 1924-1926 słuchacz szkoły wojskowo-politycznej Armii Czerwonej w Smoleńsku, 1933-1935 szef wydziału politycznego stanicy maszynowo-traktorowej w Kraju Północnokaukaskim/Kraju Azowsko-Czarnomorskim. Od 1935 I sekretarz rejonowego komitetu WKP(b) w Kraju Krasnodarskim, od września 1940 II sekretarz, a od 9 maja 1941 do 28 marca 1943 I sekretarz Komitetu Obwodowego WKP(b) Adygejskiego Obwodu Autonomicznego. Od października 1942 do stycznia 1943 członek Adygejskiego Podziemnego Centrum Partyzanckiego, od kwietnia 1943 do lutego 1953 sekretarz kolegium partyjnego przy Krajowym Komitecie WKP(b)/KPZR w Krasnodarze, od lutego do maja 1953 zastępca kierownika Wydziału Organów Partyjnych, Związkowych i Komsomolskich Komitetu KPZR w Krasnodarze, od maja 1953 do grudnia 1961 przewodniczący komisji partyjnej przy Krasnodarskim Komitecie Krajowym KPZR.

## Odznaczenia
- Order Czerwonego Sztandaru Pracy (16 marca 1940)
- Order Wojny Ojczyźnianej I klasy (10 maja 1965)
- Order Czerwonej Gwiazdy